# Ridiculo (película)
Ridículo, título original en francés Ridicule, es una película francesa del director Patrice Leconte, estrenada en 1996. Está ambientada en la corte decadente del rey Luis XVI de Francia, que habita el Palacio de Versalles en el siglo XVIII, donde el estatus social puede mejorar o caer en desgracia dependiendo de la habilidad de cada uno para imponer chistes ingeniosos y evitar ponerse en ridículo saliendo de difíciles compromisos mediante el uso del "mot juste" en una sociedad cortesana excesivamente précieuse donde el ingenio lo era todo para destacar. La historia critica igualmente las injusticias sociales de la Francia de finales del siglo XVIII, y muestra la corrupción e insensibilidad de los aristócratas.

## Argumento
Grégoire Ponceludon de Malavoy, un joven aristócrata naíf y sin fortuna, se dirige a la corte versallesca del rey Luis XVI para solicitar a los ministros del rey los fondos que permitirían desecar los pantanos pútridos de su región, la Dombes, infestada por las fiebres. Camino de París, traba amistad con el marqués de Bellegarde y su hija Mathilde. Bellegarde le inicia en las sutilezas y en los subterfugios que rigen la vida en la corte, y Ponceludon logra con su ingenio hacerse un nombre en los salones de la condesa de Blayac, verdadera antecámara del poder real, y convertirse en su amante. Ya integrado en la alta sociedad, Ponceludon puede conocer por fin al Rey pero su honestidad deja en evidencia a la condesa que decide dejarle en ridículo y hundir así su incipiente carrera.

## Reparto
- Charles Berling – El Marqués Grégoire Ponceludon de Malavoy
- Jean Rochefort – El Marqués de Bellegarde
- Fanny Ardant – Madame de Blayac
- Judith Godrèche – Mathilde de Bellegarde
- Bernard Giraudeau – El abad de Vilecourt
- Bernard Dhéran – Monsieur de Montaliéri

## Premios
* Fuente: Página de la película en IMDb. 
| Año  | Premio o festival                            | Categoría                           | Nominado                  | Resultado |
| ---- | -------------------------------------------- | ----------------------------------- | ------------------------- | --------- |
| 1996 | Premios de la Sociedad de Críticos de Boston | Mejor película de habla no inglesa  | Patrice Leconte           | Nominado  |
| 1996 | Festival de Cannes                           | Palma de Oro                        | Patrice Leconte           | Nominado  |
| 1996 | Festival Internacional de Cine de Chicago    | Gold Hugo a la mejor película       | Patrice Leconte           | Ganador   |
| 1996 | Círculo de Críticos de Kansas City           | Mejor película extranjera           | Patrice Leconte           | Ganador   |
| 1996 | National Board of Review                     | Mejor película en lengua extranjera | Patrice Leconte           | Ganador   |
| 1996 | Sociedad de Críticos de Cine de San Diego    | Mejor película en lengua extranjera | Patrice Leconte           | Ganador   |
| 1996 | Sociedad de Críticos de Cine de Texas        | Mejor película extranjera           | Patrice Leconte           | Ganador   |
| 1997 | Premios Óscar                                | Mejor película internacional        | Patrice Leconte           | Nominado  |
| 1997 | Premios BAFTA                                | Mejor película de habla no inglesa  | Patrice Leconte           | Ganador   |
| 1997 | Premios de la Crítica Cinematográfica        | Mejor película de habla no inglesa  | Patrice Leconte           | Ganador   |
| 1997 | Premios César                                | Mejor actor                         | Charles Berling           | Nominado  |
| 1997 | Premios César                                | Mejor actor secundario              | Bernard Giraudeau         | Nominado  |
| 1997 | Premios César                                | Mejor actor secundario              | Jean Rochefort            | Nominado  |
| 1997 | Premios César                                | Mejor dirección                     | Patrice Leconte           | Ganador   |
| 1997 | Premios César                                | Mejor película                      | Patrice Leconte           | Ganador   |
| 1997 | Premios César                                | Mejor guion original o adaptación   | Rémi Waterhouse           | Nominado  |
| 1997 | Premios César                                | Mejor música original               | Antoine Duhamel           | Nominado  |
| 1997 | Premios César                                | Mejor fotografía                    | Thierry Arbogast          | Nominado  |
| 1997 | Premios César                                | Mejor decorado                      | Ivan Maussion             | Ganador   |
| 1997 | Premios César                                | Mejor sonido                        | Paul Lainé y Jean Goudier | Nominados |
| 1997 | Premios César                                | Mejor montaje                       | Joëlle Hache              | Nominada  |
| 1997 | Premios César                                | Mejor vestuario                     | Christian Gasc            | Nominado  |
| 1997 | Asociación de Críticos de Cine de Chicago    | Mejor película extranjera           | Patrice Leconte           | Nominado  |
| 1997 | Premio David de Donatello                    | Mejor película extranjera           | Patrice Leconte           | Ganador   |
| 1997 | Florida Film Critics Circle                  | Mejor película en lengua extranjera | Patrice Leconte           | Ganador   |
| 1997 | Globos de Oro                                | Mejor película en lengua no inglesa | Patrice Leconte           | Nominado  |
| 1997 | Premios Satellite                            | Mejor vestuario                     | Christian Gasc            | Nominado  |
| 1997 | Premios Satellite                            | Mejor película extranjera           | Patrice Leconte           | Nominado  |
| 1997 | Premios Lumières                             | Mejor actor                         | Charles Berling           | Ganador   |
| 1997 | Premios Lumières                             | Mejor actriz                        | Fanny Ardant              | Ganadora  |
| 1997 | Premios Lumières                             | Mejor película                      | Patrice Leconte           | Ganador   |